# مالی رینگوالد
 مالی رینگوالد (انگلیسی: Molly Ringwald؛ زادهٔ ۱۸ فوریهٔ ۱۹۶۸) یک بازیگر سینما، هنرپیشه، و خواننده اهل ایالات متحده آمریکا است. وی از سال ۱۹۷۷ میلادی تاکنون مشغول فعالیت بوده‌است.
از فیلم‌ها یا برنامه‌های تلویزیونی که وی در آن نقش داشته است می‌توان به کلوپ صبحانه، اسب‌های تازه نفس، آموزش خانم تینگل، زیبا در لباس صورتی، ترقی گاوچران و بداندیش اشاره کرد.